# شیرکلا (نور)
شیرکلا (نور)، روستایی از توابع بخش چمستان شهرستان نور در استان مازندران ایران است.

## جمعیت
این روستا در دهستان میان‌رود قرار دارد براساس سرشماری مرکز آمار ایران در سال ۱۳۸۵، جمعیت آن ۱٬۳۴۸ نفر (۳۲۸خانوار) بوده‌است. روستای شیرکلا روستایی است در دل طبیعت جنگل‌های سرسبز شالیزار.

## موقعیت جغرافیایی
این روستا در استان مازندران، جاده آمل به چمستان با ۳ کیلومتر جاده فرعی اختصاصی قرار دارد ار شهر آمل ۱۸ کیلومتر از شهر چمستان ۱۲ کیلومتر از شهر نور ۳۳ کیلومتر فاصله دارد. همچنین از راه فرعی داخل جنگل ۱۳ کیلومتر ی دریا شهر محمودآباد می‌باشد.
این روستا از نظر محدوده جغرافیایی تقسیمات کشوری جزو شهرستان نور می‌باشد.

## اماکن فرهنگی و امکانات
روستای شیرکلا دارای یک مدرسه ابتدائی دو مدرسه راهنمائی، دو مسجد به نام مسجد امام حسین (ع) مسجد صاحب الزمان (عج)، سه باب نانوایی لواش بربری، دو باب کارخانه شالیکوبی بیش از دهها مغازه مختلف اعم از خوار بار فروشی سوپر مارکت شیرینی سرا تربار فروشی خدمات موبایلی لباس فروشی لوازم خانگی ابزار یراق فروشی لوله اتصالات خلاصه اینکه تمامی امکانات مورد نیاز در همین روستا قابل ارائه می‌باشد.

## کار
کار اصلی مردمان این روستا کشاورزی می‌باشد در کنار آن یک مرغداری پرورش مرغ مادر صنعتی دامداری‌های کوچک محلی نیز به چشم می‌خورد.
جوانان این روستا بیشتر به دنبال کارهای صنعتی تحصیل رفته‌اند در این روستا بیش از ۱۰۰ نفر دارای تحصیلات دانشگاهی از کاردانی تا کارشناسی ارشد دکترا به چشم می‌خورد. در سال‌های اخیر با توریستی اعلام شدن شهرستان نور این روستا نیز در کنار بقیه روستهاهی اطارف با یک رشد بسیار سریع فراگیر شروع به ساخت فروش ویلاها شهرک های کوچک بزگ توریستی نموده در حالا حاضر بیش از صدها ویلا به تملک غیر بومی‌ها مخصوصاً اهالی تهران در آمده که این مسافران در ویلاهای خریداری شده از این روستا استفاده می‌کنند.
یکی از زیباترین چشم اندازهای طبیعی این روستا آب بندان آن می باشد که در حیات وحش غنی و طبیعت بکر این روستا را می توان در ایران کم نظیر دانست.جنگل‌های طبیعی این روستا هر ساله مخصوصاً در سیزده نوروز پذیرای مردمان بومی مسافران از بیشتر نقاط کشور می‌باشد .

## بازی‌های محلی مازندرانی
کمربند بازی
کمربند بازی (تکبند کا)
این بازی نیز از بازی‌های قدیمی روستای شیرکلا می‌باشد که در حال حاضر بیشتر در مراسم تفریحی اعیاد مخصوصاً در سیزده نوروز انجام می‌شود .
این بازی به این ترتیب است:
بازیگران به دو گروه تقسیم می‌شوند با شیر خط کردن سکه یک گروه بازنده باید در حلت دفاعی قرار گیرد یک مربع بزرگ به حدود هر ضلعی 3 الی 4 متر  روی زمین مشخص می‌کنند در چهار زاویه آن چهار کمربند  قرار می دهند یک کمربند بزرگ نیز در مرکز مربع قرار می دهند
گروهی که در داخل مربع قرار می‌گیرند باید از کمربندها محافظت کنند گروهی که بیرون هستند باید به نحوی کمربند را بردارند اگر بردارند می‌توانند به پاهای گروه درون مربع با کمربند بزنند
در صورتی که گروه درون مربع بتوانند با پا با یک نفر از گروه حریف هم بزنند بازی خاتمه پیدا می‌کند جای دوه گروه بازی عوض می‌شود
کشتی لوچو
کشتی لوچو: کشتی لوچو از کشتی‌های محلی استان مازندران است در گذشته در مراسم عروسی اجرا می‌شد. اما امروزه در بعضی از نقاط استان این کشتی همه ساله در تابستان بعد از برداشت شالی، هنگام فراغت کار روستاییان، انجام می‌شود. در ایام دیگر مانند اعیاد مذهبی ملی نیز کشتی لوچو برگزار می‌شود جایزه برنده یک راس گاو است که توسط اهالی خریداری می‌شود. برای مسابقه دو نفر از کشتی گیران با تجربه به عنوان داور انتخاب می‌شوند. این کشتی در یک زمین با مساحت چند هکتار که دارای یک گود برای انجام مسابقات به حدود بیش از یک هکتار باطناب محصور متمایز می‌شود چندین هکتار دیگر که برای مستقر شدن تماشاچیان به کار می‌رود . در این کشتی هرگونه ضربه زدن به بدن یا سر حریف، گرفتن انگشت دست، سرچنگک ضربه زدن به کتف گرفتن گوش، خطا محسوب می‌شود. کشتی‌گیری که در این دو هفته تمامی حریفان را شکست دهد، برنده مسابقه است. در طول برگزاری مسابقه؛ ساز دهل نیز نواخته می‌شود تا شور هیجان بیشتر ی به مسابقه بدهد. این بازی از سری مسابقات بازی‌های بسیار پر طرفدار در استان مازندران به حساب می‌آیدو از بیشتر شهرها روستاهای همجوار در این مسابقات شرکت می‌کنند تماشاچیان زیادی را از راه‌های دور نزدیک به مکان برگزاری کشتی لوچو می کشاند
تخم مرغ بازی یا مرغنه جنگی
یکی از تفریحات سرگرمی‌های عیدنوروز تخم مرغ جنگی است که کودکان، نوجوانان حتی بعضی از پیرمردها خوش ذوق را به خود مشغول می‌کند. بازی به این ترتیب است که یک نفر تخم مرغ پخته رنگ شده را در مشت خود می‌گیرد به‌طوری‌که فقط سر آن مشخص باشد، بعد نفر دوم با سر تخم مرغ خود ضربه‌ای محکم به آن می زند. تخم مرغ هر کس که شکست بازنده محسوب می‌شود باید تخم مرغ خود را به برنده بدهد. بعضی‌ها در این کار بسیار ماهرند عصر روز گردش دسته جمعی با یک سبد پر تخم مرغ رنگ شده به خانهٔ خود می روند.
گاوجنگی یا تشک جنگی:
از دیگر سرگرمی‌های دیرپا در استان مازندران، مراسم «گاو جنگی» در روستای «شیرکلای» شهرستان نور است که به زبان محلی «تشک جنگی» نامیده می‌شود.  قبل از انجام مسابقه، از اهالی محل مبلغی پول بابت هزینه‌های ضروری جمع‌آوری می‌شود. چند روز پیش از مسابقه از طریق نامه تاریخ برگزاری مسابقه به اطلاع اهالی روستاها شهرها حتی استان‌های هم جوار رسانده می‌شود. دامداران منطقه استان در این مراسم اعلام آمادگی می نمایند گاوهای نر ( به زبان محلی تشک) که از نوع نژاد گاوهای محلی می‌باشند در این مسابقه هنر جنگیدن خود را به نمایش می گذارند .

## تعریف شیرکلا در لغت‌نامه دهخدا
شیرکلا در لغت‌نامه دهخدا این‌طور تعریف شده‌است:
شیرکلا. [ ک َ] (اِخ ) دهی است از بخش نور شهرستان آمل . سکنه ٔ آن 400 تن . آب آن از آلش رود. تابستان چند خانوار به ییلاق یالرود می روند. (از فرهنگ جغرافیائی ایران ج 3).
برای دیدن در لغت‌نامه : (کلیک کنید)